# 田中次郎 (技術者)
田中 次郎 （たなか じろう、1917年〈大正6年〉1月19日 - 2017年〈平成29年〉9月28日）は、日本の航空機・自動車技術者。

## 概要
立川飛行機入社後、陸軍に入隊し、陸軍機の各種エンジン評価を担当。1944年（昭和19年）から、軍籍のまま元の勤務先の立川飛行機にて、試作遠距離偵察爆撃機キ74の与圧室装備等の設計仕上げを担当。戦後、米軍にキ74とキ77を引き渡すための修理・整備を行う。
その後、立川飛行機から分離した東京電気自動車（後のたま電気自動車→たま自動車→プリンス自動車工業）にて電気自動車、そしてガソリン自動車の開発に従事する。
日産自動車と合併後、同社役員を経て、日産ディーゼル工業副社長を歴任し、1986年（昭和61年）、同社を顧問で退社。2008年（平成20年）、日本自動車殿堂入り。

## 略歴
- 1917（大正6年）1月19日 - 東京に生まれる
- 1939年（昭和14年）3月 - 東京工業大学機械工学科卒業
- 1939年（昭和14年）
  - 4月 - 立川飛行機株式会社入社
  - 10月 - 陸軍第一期技術候補生（短現）入隊
- 1940年（昭和15年）2月 - 陸軍中尉　陸軍航空技術研究所付
- 1947年（昭和22年）6月 - 東京電気自動車株式会社の分離設立により移籍

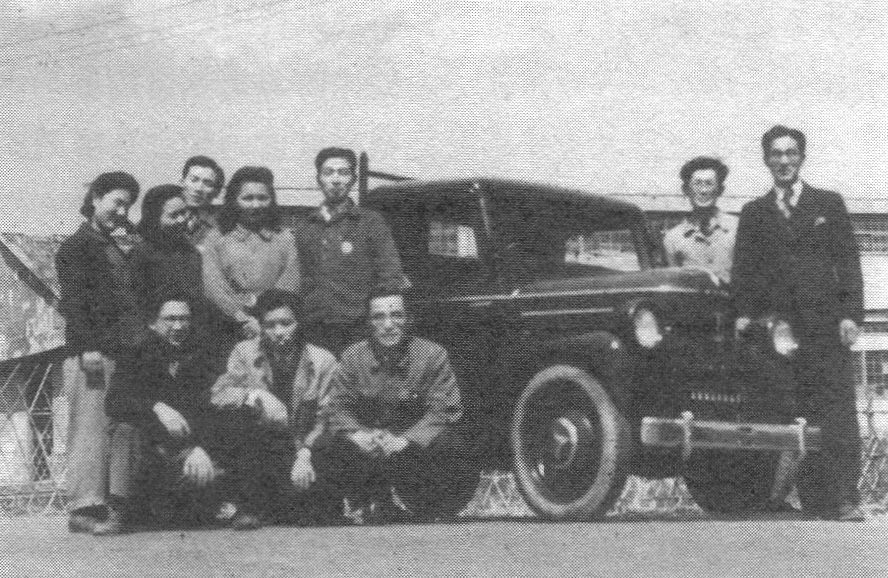
東京電気自動車（株）の最初の生産車たまEOT-47と共に、田中次郎（最前列右端）、日村卓也（車の背後、右から二人目）、そして同社の設計課全員、同社府中工場にて。（なお、日村卓也は、桜井眞一郎の、たま自動車～プリンス自動車工業における最初の直属上司である。）
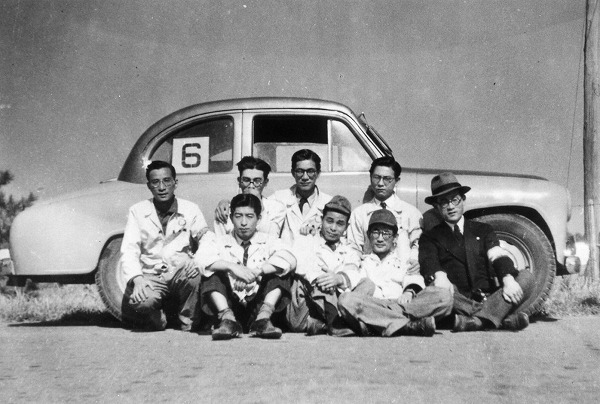
1948年（昭和23年）10月17日、小田原での商工省主催の第二回電気自動車性能試験にて、田中次郎（左端）と、上司の外山保（右端。元立川飛行機試作工場長）、たまセニアEMS-48型の前にて。
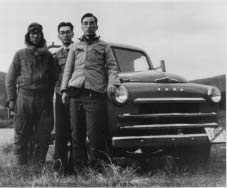
田中次郎（右端）、たま（プリンス）トラックAFTF型試作車（1951年（昭和26年）11月完成）の箱根での走行試験にて。ボンネットには、まだ"PRINCE"の文字ではなく、"TAMA"の文字がある。

- 1952年（昭和27年）11月 - プリンス自動車工業株式会社〔旧〕と改称
- 1953年（昭和28年）7月 - 同社技術部長
- 1954年（昭和29年）4月 - 富士精密工業株式会社に合併
- 1958年（昭和33年）4月 - 自動車技術会賞受賞
- 1959年（昭和34年）9月 - 同社技術本部研究部長
- 1961年（昭和36年）2月 - プリンス自動車工業株式会社〔新〕と改称（旧社名に戻す）
- 1962年（昭和37年）12月 - 同社設計部長
- 1966年（昭和41年）8月 - 日産自動車株式会社と合併。同社プリンス事業部第一車両技術部長
- 1969年（昭和44年）11月 - 同社取締役就任
- 1972年（昭和47年） - 自動車技術会担当理事。自動車工学便覧編集委員長
- 1977年（昭和52年）6月 - 同社常務取締役就任
- 1979年（昭和54年）6月 - 同社専務取締役就任
- 1983年（昭和58年）6月 - 日産自動車株式会社退社。日産ディーゼル工業株式会社 代表取締役副社長就任
- 1985年（昭和60年）6月 - 日産ディーゼル工業株式会社取締役退任、顧問に就任
- 2017年11月までに亡くなった[1]。